# Київський торт (фільм)
«Київський торт» — українська комедія про пригоди провінціалки у столиці Україні, про життєвий вибір: лишитись в Україні, чи полетіти до Америки? Слоган фільму «Новий добрий фільм».
Прем'єра в Україні відбулася 20 лютого 2014.

## Сюжет
У Київ приїжджає провінціалка з Гайсина. Столиця України стає для молодої дівчини перевалочним пунктом на шляху до її мети — Америки, куди їй відкрили «грін-карту». Всього лише 20 годин очікування літака відокремлюють її від мрії. Але на вокзалі вона зустрічає двох молодих людей, які втягують її в низку авантюрних і романтичних пригод…

## Знімальна команда
- Режисер: Олексій Шапарєв,
- Сценарій: Олексій Шапарєв, Лілія Лилик,
- Продюсер: Вікторія Чигрина,
- Оператор: Михайло Марков,
- Композитор: Марія Хмельова, Кирило Бородін.

## Актори
- Дмитро Ступка[5]
- Діана Глостер
- Валентин Тамусяк
- Віта Чигрина
- Сергій Романюк
- Юрій Горбунов[6]
- Ольга Сумська
- Тетяна Шеліга
- Олександр Задніпровський
- Андре Тан
- Володимир Задніпровський
- Ольга Сумська
- Наталія Матешко
- Сергій Калантай
- Наталія Могилевська
- Руслан Квінта
- Борис Абрамов
- Олексій Мочанов
- Марк Дробот
- Максим Максимюк
- Дмитро Суржиков
- Марта Янкелевська
- Олексій Смолка
- Мирослав Кувалдін
- Сергій Кузін
- Антон Сладкевич: бомж.
- Сергій Солопай